# جيوفاني تاني
جيوفاني تاني (بالإيطالية: Giovanni Tani)‏ هو كاهن كاثوليكي إيطالي، ولد في 8 أبريل 1947 في سوليانو أل روبيكوني في إيطاليا.